# Roku de Nashi Majutsu Kōshi to Akashic Records
Akashic Records of Bastard Magic Instructor (ロクでなし魔術講師と, Roku de Nashi Majutsu Kōshi to Akashikku Rekōdo) é uma série de light novel japonesa escrita por Tarō Hitsuji e ilustrada por Kurone Mishima, tendo 24 volumes publicados desde 2014 pela editora Fujimi Shobo, subsidiaria da Kadokawa Corporation. A série foi adaptada para mangá pelo autor original com a arte de Aosa Tsunemi de 26 de Março de 2015 a 25 de Junho de 2021, sendo lançada mensalmente pela revista Monthly Shōnen Ace e tendo 16 volumes tankōbon finalizados até o momento. Em 2017 foi adaptada para anime pelo estúdio Liden Films e transmitida entre Abril e Junho de 2017 na televisão japonesa.
Durante o Anime Friends 2019, a Crunchyroll anunciou que o anime seria dublado pelo estúdio Som De Vera Cruz, com sua exibição começando no dia 13 de Julho na Rede Brasil.

## Sinopse
Sistine Fibel e sua melhor amiga Rumia Tingel são alunos de uma prestigiosa academia de magia, onde Sistine espera ser treinada pelos melhores para desvendar os segredos do misterioso Sky Castle, conforme o último desejo de seu avô. Quando seu instrutor favorito se aposenta repentinamente, seu substituto, Glenn Radars, é tudo menos o que Sistine esperava. O "Bastard Magic Instructor" (BMI) parece ser preguiçoso, incompetente e não muito habilidoso em magia. Ele não é um professor certificado nem tem uma classificação elevada na guilda. O que eles não sabem é que ele está escondendo seu poder e que ele é um ex-assassino do Corpo de Magos da Corte Imperial com um passado cheio de remorso que está sofrendo de depressão severa. No episódio 2, há um ataque à escola pelo instrutor anterior, e o IMC é forçado a mostrar seus verdadeiros poderes. Sistine está perplexa, pois ela o considerou incompetente. À medida que os alunos do BMI o tiram de sua depressão, ele encontra sentido na atividade de ensino. Toda esta temporada está completa com a promessa de coisas agitadas que virão. Os tópicos tratados são Depressão, Amizade, Relações Familiares, Adoção, Irmãos, Seguindo Seu Sonho, Busca de Poder e muito mais.

## Personagens
Glenn Radars (グレン レーダス, Guren Rēdasu)
Voz de: Sōma Saitō (Japonês), Rodrigo Antas (Português)
Glenn é preguiçoso, pervertido e constantemente entediado com tudo, e seu foco principal é dormir. Ele se torna o professor substituto da classe de Sistina, após a aposentadoria de seu professor favorito. Embora possa parecer incompetente, ele é muito habilidoso em magia, mas não no sentido tradicional. Glenn costumava ser tão apaixonado por magia quanto Sistina, mas ficou desiludido devido à morte de sua ex-parceira Sara Silvers e seu passado como a infame assassina militar conhecida como "O Louco". Ele desenvolveu seu próprio tipo de magia, chamado "The Fool's World", que nega a ativação de toda a magia dentro de um determinado raio, incluindo o seu próprio. No entanto, isso não anula os feitiços que já foram lançados. Ao anular a magia dos inimigos, ele os derrota usando habilidades superiores de combate corpo a corpo. Ele não consegue usar magia de combate de forma coerente por estar longe de sua área de especialização, mas possui um conhecimento profundo do conceito de todos os tipos de magia, o que o torna um bom instrutor. Isso também o coloca em conflito com os professores tradicionais que favorecem a memorização mecânica. Esse desejo de memorização mecânica faz com que ele chame sua classe de um bando de idiotas porque eles não entendem qual é o poder que desejam exercer.
Sistine Fibel (システィーナ フィーベル, Shisutīna Fīberu)
Voz de: Akane Fujita (Japonês), Louise Schachter (Português)
Sistina admira muito a magia e deseja descobrir o segredo do Castelo Voador, que ninguém conhece. Ela mantém uma postura rígida e séria o tempo todo, e frequentemente repreende Glenn por sua atitude indiferente. Ela inicialmente odeia Glenn, acreditando que ele é tão incompetente quanto parecia devido à sua falta de entusiasmo. Quando ele realmente começa a fazer seu trabalho, no entanto, ela relutantemente começa a respeitar Glenn como um professor altamente eficaz. Sua personalidade e aparência se assemelham a Sara Silvers, de quem Glenn era muito próximo. Conforme a série avança, parece que Sistine desenvolveu sentimentos por Glenn, mas é muito tímido para falar sobre eles. Ela é chamada de "Sisti" por sua irmã Rumia, e "Punchie" (por seus rápidos golpes mágicos) e "White Cat" (por seu estilo de cabelo) por Glenn.
Rumia Tingel (ルミア ティンジェル, Rumia Tinjeru)
Voz de: Yume Miyamoto (Japonês), Lhays Macêdo (Português)
Rumia é a melhor amiga e irmã adotiva de Sistina. O pai de Sistine a adotou depois que ela foi a única sobrevivente de um ataque de magos do mal. Ela é próxima de Glenn, que muitas vezes a trata bem, em contraste com a provocação que Sistina enfrenta dele. A verdadeira identidade de Rumia é a Princesa Ermiana, a princesa "amaldiçoada" que supostamente morreu há três anos. Ela se lembrou de Glenn ser o assassino infame chamado "O Louco" que salvou sua vida e é por isso que ela gosta dele desde o início. Rumia possui um alto nível de essência espiritual, bem como uma habilidade única conhecida como Amplificador, que, como o nome sugere, amplifica a essência espiritual, marcando-a como um alvo primário para cientistas gananciosos.
Re=L Rayford (リィエル レイフォード, Ryieru Reifōdo)
Voz de: Ari Ozawa (Japonês), Jéssica Vieira (Português)
Re=L é uma garota glutona com uma expressão estóica. Ela é conhecida como "The Chariot", sendo altamente hábil na criação de espadas gigantes através da alquimia. Ela é uma humana artificial, um produto do "Projeto: Revive a Vida", também conhecido como "Projeto Re = L", que foi liderado por Sion Rayford, o irmão mais velho da garota de quem Re = L deriva sua aparência e memória. Quando Glenn e Albert fecharam o projeto, eles a "adotaram" no serviço militar. Ela não soube de suas verdadeiras origens até mais tarde na série. Quando ela descobre a verdade e passa a aceitá-la, ela decide viver pelo bem de Glenn.
Celica Arfonia (セリカ アルフォネア, Serika Arufonea)
Voz de: Eri Kitamura (Japonês), Guilene Conte (Português)
Celica é uma maga imortal e professora da academia. Ela adotou e foi aprendiz de Glenn desde muito jovem e, como tal, recomenda que ele seja o professor substituto, apesar de seu perfil sugerir que ele não é adequado para o trabalho. Ela força Glenn a aceitar o emprego contra sua vontade, na esperança de que isso possa trazer satisfação para sua vida. Ela é uma lendária Mago da Corte aposentada.
Albert Frazer (アルベルト フレイザー, Aruberuto Fureizā)
Voz de: Hiroki Takahashi (Japonês), Peterson Adriano (Português)
Um mago militar de cabelos compridos com olhos penetrantes que é conhecido como "A Estrela". Ele é parceiro de Re = L e de outro ex-colega de Glenn, cuja ajuda ele ocasionalmente recruta para operações militares.
Elenoa Sharlet (エレノア゠シャーレット, Erenoa shareto)
Voz de: Yōko Hikasa (Japonês), Raquel Masuet (Português)
Um servo altamente qualificado da Notorious Criminal Association secretamente planejado para assassinar Alicia III e Rumia Tingel. A associação que ela serve foi notificada como um grupo de pessoas loucas que busca intenções perversas para os propósitos mais malignos contra a vida pacífica de todas as pessoas, de acordo com as principais autoridades militares, especialmente Magos da Corte.
Sara Silvers (セラ＝シルヴァース, Sera Shiruvāsu)
Voz de: Minako Kotobuki (Japonês), Dayse Richffer (Português)
Sara era um membro do Imperial Court Mage Corps que ocupava a posição #3, "The Empress" e ex-parceira do Glenn Radars. Não se sabe muito sobre seu passado. Ela era amiga muito próxima de Glenn, sendo sua única razão para ficar com o Imperial Mage Corps. Ela morreu devido a um ataque pelas mãos de viciados em pó de anjo. De acordo com Glenn, ela era uma pessoa alegre e entusiasmada, e muito freqüentemente se parecia com a aluna de Glenn, Sistina. Ela foi chamada de "Cão Branco" por Glenn, assim como Sistina é chamada de "Gato Branco".
Eve Ignite (イヴ＝イグナイト, Ivu Igunaito)
Ela é a superior de Glenn e gerente do Imperial Mage Corps. No passado, ela não enviou reforços para Glenn e Sara que causaram a morte de Sara. No 7º volume, ela encontrou Glenn novamente e disse a ele que iria mostrar a ele que todas as suas opiniões estavam certas. Mais tarde, ela foi salva por Glenn na batalha com Jatice e age como um tsundere em torno dele. No 11º volume, ela é instrutora e trabalha junto com Glenn. Ela mostra alguns afetos por Glenn, mas tenta escondê-los.
Alicia III (アリシア三世, Arishia San-sei)
Ela é ancestral de Alicia VII e nova diretora da escola onde Glenn, Celica e Eve trabalham como instrutores. Ela avisa Glenn para não usar a biblioteca do quintal como campo de batalha.